# バウツェン
バウツェン（Bautzen）は、ドイツ連邦共和国の都市。ザクセン州に属する。人口は約4万2千人（2006年）。ドイツ人のほかソルブ人も居住しており、ソルブ語ではブディシン（Budyšin）と表記され、市名の表記も、1868年6月2日まではソルブ語に準じたBudissinであった。

## 地勢・産業
シュプレー川沿いの工業都市。チェコとポーランドの国境に近接しており、チェコ国境まで南に約15キロ、ポーランド国境まで東に約40キロ程度。近隣の都市としては、約50キロ西のドレスデン、40キロ東のゲルリッツが挙げられる。ラウジッツ地方の都市である。

## 民族

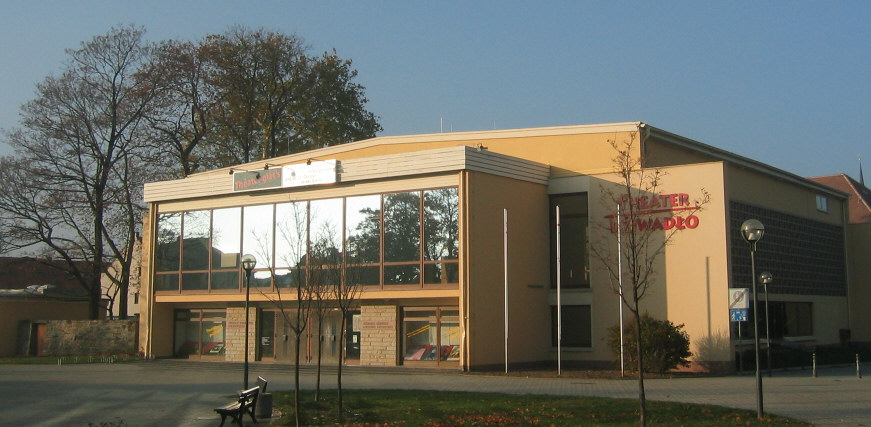
ドイツ・ソルブ民族劇場

バウツェンのあるラウジッツ地方（ウジツァ地方）は、ドイツ内の少数民族ソルブ人の居住地として知られている。この地域に居住するソルブ人にとって、バウツェンは政治・文化面における中心都市として重要な役割を果たしており、街にあるドイツ・ソルブ民族劇場（Deutsch-Sorbisches Volkstheater）では、ソルブ語で演劇や人形劇などが公演されている。しかし、学校教育でもソルブ語は導入されているが、若年層のソルブ語話者は減少しており、ソルブ文化の保護にとって大きな課題となっている。

## 歴史

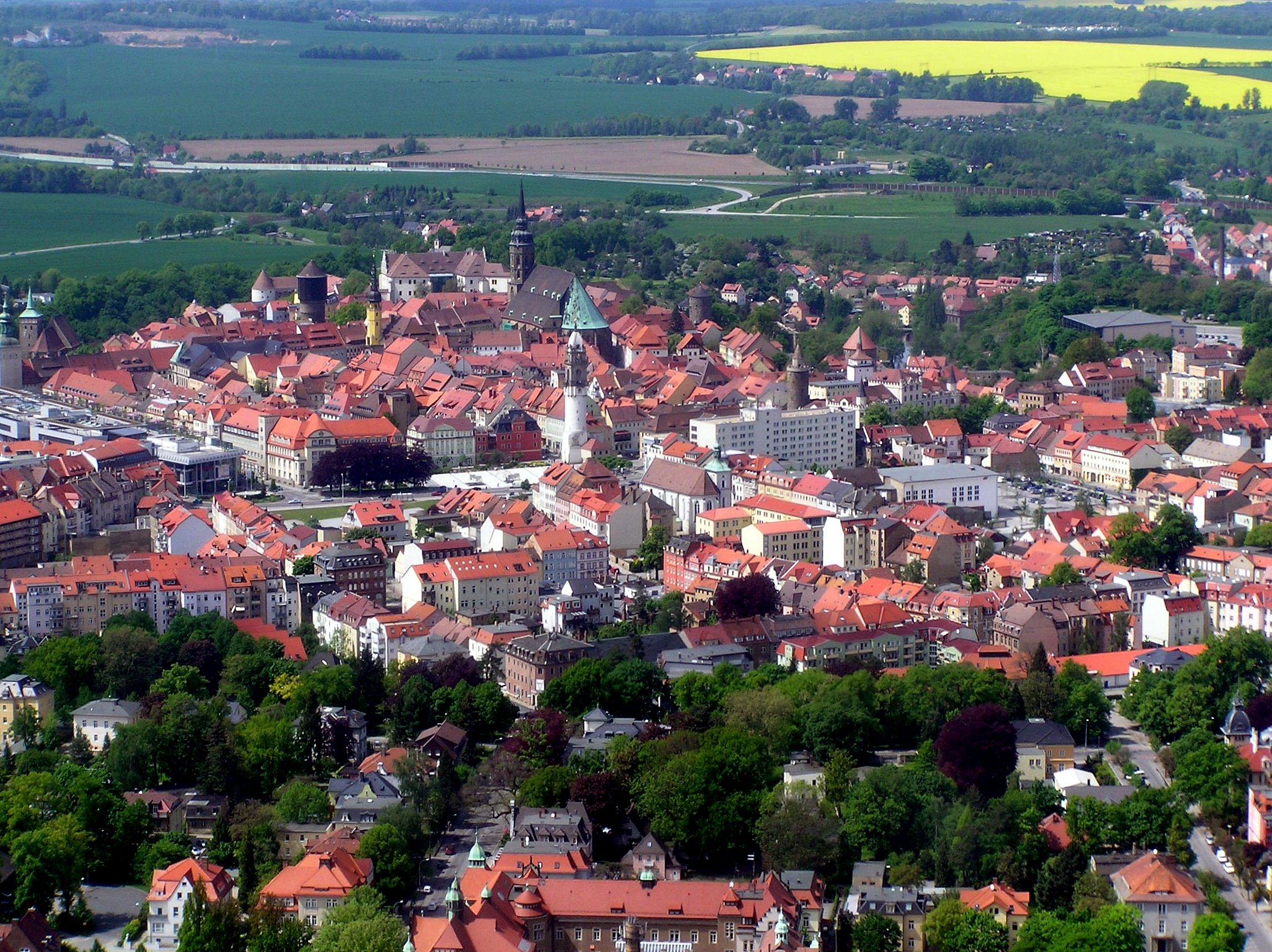
旧市街地区

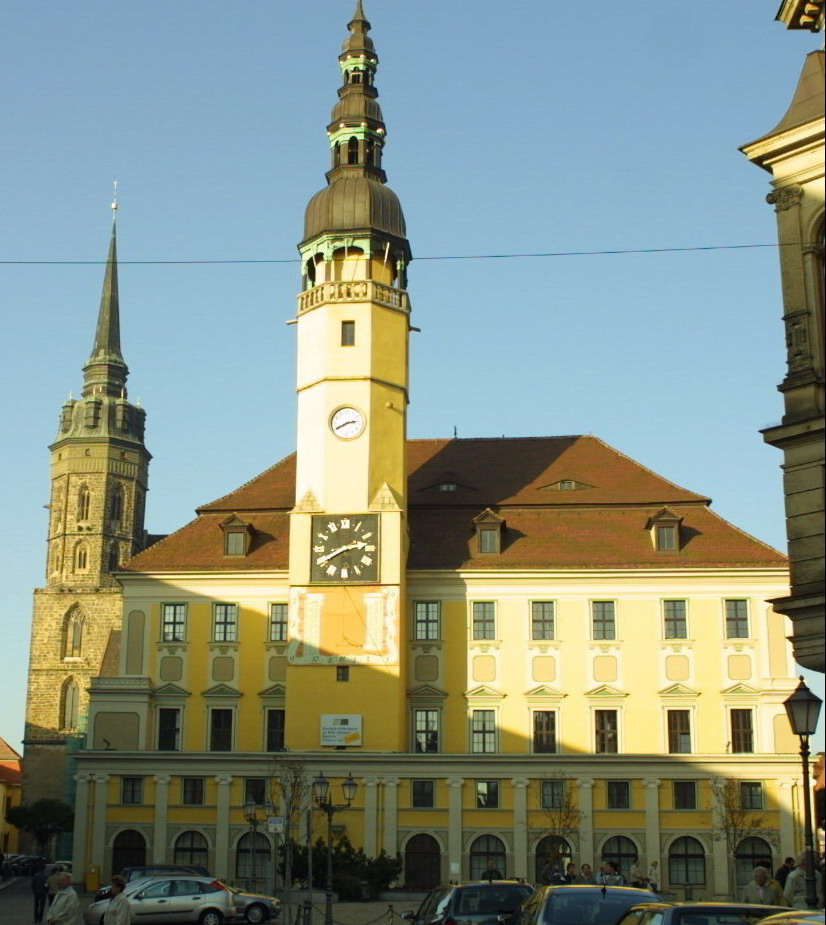
市庁舎

スラヴ人の集落がバウツェンの起源である。ポーランドとの抗争を経て、11世紀前半より神聖ローマ帝国の支配下におかれた。その後、ザクセンとベーメンなどがこの地をめぐって争い、14世紀前半にベーメン王国の支配下におかれ、17世紀よりザクセン公国の支配下に入った。1813年、この地でナポレオン1世とロシア・プロイセン連合軍が激戦を繰り広げ（バウツェンの戦い）、ナポレオンが勝利を収めた。1871年のドイツ統一にともなってドイツ帝国の一都市となった。第二次世界大戦では、1945年4月にポーランド・ソ連連合軍の激しい攻撃を受けて占領され、その後ドイツ軍が反撃、再占領して終戦まで確保したが、一連の戦闘によって市域は深刻な打撃を被った。第二次世界大戦後に東ドイツのもとで復興が進められ、工業都市として発展した。その後、ドイツ再統一にともないドイツ連邦共和国の都市となるが、東西ドイツ統一後に国営企業の民営化、倒産や失業率の上昇などから人口流出が深刻となり、統一前と比べて約20％ほど人口が減少している。

## バウツェン刑務所
1904年、市域の北端にバウツェン刑務所が設けられた。第一次世界大戦中はフランス・ロシア・イギリスからの戦時俘虜が収容されている。戦後は通常の刑務所に戻ったが、ナチ党政権下では強制収容所に転用され、政治犯やエホバの証人信者・ユダヤ人・ソルブ人など、敵対勢力と目された収容者たちが軍需工場での強制労働に従事した。一例として、エルンスト・テールマンはブーヘンヴァルト強制収容所に移される前には、バウツェンに収容されていた。ドイツ敗戦後は当初ソ連NKDVの政治犯収容所「第4特別収容所」として、1950年代に東ドイツへ返還されて以降は重犯者・長期受刑者、あるいは「改善の意思が無い」と判断された受刑者を対象とする刑務所として存続した。バウツェン刑務所はドイツ再統一にともない1992年に閉鎖され、翌年からバウツェン記念館（Gedenkstätte Bautzen）として一般公開されている。

## 交通
アウトバーンA4号線が通るほか、ドイツ鉄道、ラウジッツ鉄道を通じて各地の都市と結ばれている。

## スポーツ
FSVブディッサ・バウツェン（FSV Budissa Bautzen）が、バウツェンを本拠地とするサッカークラブである。東ドイツ時代には、DDRオーバーリーガの下位リーグであるDDRリーガ（2部）に2シーズン在籍した。

## 姉妹都市
- ヴォルムス、ドイツ
- ハイデルベルク、ドイツ
- ドルー、フランス
- ヤブロネツ・ナド・ニソウ、チェコ
- イェレニャ・グラ、ポーランド

## 引用
1. ↑  Bevölkerung der Gemeinden Sachsens am 31. Dezember 2023 – Fortschreibung des Bevölkerungsstandes auf Basis des Zensus vom 9. Mai 2011 (Gebietsstand 01.01.2023)